# 耒資片
耒資片，贛語九個方言片之一。主要通行於湖南的耒陽、常寧、安仁、永興、資興市。

## 特點
「搬班」同音。安仁、永興、資興等地古全濁聲母今讀塞音、塞擦音時，少數字讀不送氣音。